# Sun Shipbuilding
Das US-amerikanische Schiffbauunternehmen Sun Shipbuilding & Drydock Company in Chester (Pennsylvania)  bestand von 1916 bis 1982. Zeitweise betrieb das Unternehmen die größte Werft weltweit. Außerdem wurde Sun Shipbuilding durch einige herausragende Schiffsentwürfe, den Bau zahlreicher bekannter Schiffe und eine Reihe von schiffbaulichen Innovationen bekannt.

## Geschichte
Gegründet wurde das Unternehmen 1916 von der Familie Pew, die auch das Unternehmen Sun Oil Company startete. Anlass der Gründung war ein durch den U-Boot-Krieg des Ersten Weltkriegs hervorgerufener Mangel an Tankschiffsraum. Nach dem Aufbau der Werft mit fünf Helgen konnte am 30. Oktober 1917 der Stapellauf des ersten Schiffes, des 10.500-Tonnen-Einschraubentankers Chester Sun gefeiert werden. In der Folgezeit wurden zahlreiche Schiffe an das United States Shipping Board, aber auch an private Auftraggeber abgeliefert.
In den frühen 1920er Jahren wurde die Werft um drei 200-Meter-Hellinge und zwei Schwimmdocks erweitert, um auch Schiffsreparaturen ausführen zu können.
Während des Zweiten Weltkriegs wurde die Werft zum weltweit größten Schiffbaubetrieb ausgebaut und beschäftigte über 35.000 Werftangehörige. In dieser Zeit setzte der Betrieb den Bau vollständig geschweißter Neubauten durch, um den Ausstoß auf das notwendige Maß steigern zu können. Das Bauprogramm dieser Jahre konzentrierte sich auf den T2-Tanker, von denen die Werft in den Kriegsjahren über 250 Einheiten des Typs T2-SE-A1, etwa 40 % der Gesamtproduktion erstellte. Daneben wurden über 1500 Schiffe repariert.
Das Bauprogramm in den Jahren nach dem Krieg schloss an die Vorkriegszeit an. Darüber hinaus entstanden in den 1950er Jahren Fracht- und Passagiermotorschiffe, wobei seit dieser Zeit erste RoRo-Schiffe und bald auch Containerschiffe konstruiert wurden. Auch Dieselmotoren in Doxford-Lizenz baute Sun Shipbuilding.
Nennenswerte Ereignisse  der 1960er Jahre waren der Umbau des Turbinentankers Manhattan zum Eisbrecher, der 1969 als erster Tanker die Nordwestpassage durchfuhr oder der Bau des Gasturbinenfrachters Adm.Wm.M.Callaghan.
Bis Februar 1982 konnte das Unternehmen trotz der schwierigen Entwicklung der US-amerikanischen Werftindustrie überdauern, dann veräußerte man den Betrieb an Penn Ship. Diese führten das Unternehmen bis 1989 weiter und schlossen es dann endgültig.